# Nuoto ai campionati mondiali di nuoto 2011 - 50 metri farfalla femminili
La specialità dei 50 metri farfalla femminili ai campionati mondiali di nuoto 2011 si è svolta presso lo Shanghai Oriental Sports Center di Shanghai, in Cina.
Le qualifiche per la semifinale si sono svolte la mattina del 29 luglio 2011, mentre la semifinale si è svolta la sera dello stesso giorno. La finale, invece, si è svolta la sera del 30 luglio 2011.

## Medaglie
| Posizione | Atleta            | Paese       |
| --------- | ----------------- | ----------- |
| Oro       | Inge Dekker       | Paesi Bassi |
| Argento   | Therese Alshammar | Svezia      |
| Bronzo    | Mélanie Henique   | Francia     |

## Record
Prima della manifestazione il record del mondo (WR) e il record dei campionati (CR) erano i seguenti.
| Record mondiale       | 25"07 | Therese Alshammar Svezia | 31 luglio 2009 Roma, Italia |
| Record dei campionati | 25"07 | Therese Alshammar Svezia | 31 luglio 2009 Roma, Italia |

Nel corso della competizione non sono stati migliorati record.

## Batterie
| Pos. | Atleta                  | Nazionalità        | Tempo | Batteria | Corsia | Note        |
| ---- | ----------------------- | ------------------ | ----- | -------- | ------ | ----------- |
| 1    | Therese Alshammar       | Svezia             | 25.68 | 7        | 4      |             |
| 2    | Jeanette Ottesen        | Danimarca          | 25.88 | 7        | 5      |             |
| 3    | Dana Vollmer            | Stati Uniti        | 25.98 | 7        | 7      |             |
| 4    | Ying Lu                 | Cina               | 26.16 | 6        | 6      |             |
| 5    | Sarah Sjöström          | Svezia             | 26.17 | 5        | 4      |             |
| 6    | Christine Magnuson      | Stati Uniti        | 26.20 | 6        | 2      |             |
| 7    | Inge Dekker             | Paesi Bassi        | 26.32 | 6        | 4      |             |
| 8    | Mélanie Henique         | Francia            | 26.37 | 5        | 3      |             |
| 8    | Yuka Katō               | Giappone           | 26.37 | 6        | 3      |             |
| 10   | Triin Aljand            | Estonia            | 26.43 | 5        | 6      |             |
| 10   | Li Tao                  | Singapore          | 26.43 | 7        | 6      |             |
| 12   | Marleen Veldhuis        | Paesi Bassi        | 26.50 | 7        | 3      |             |
| 13   | Marieke Guehrer         | Australia          | 26.59 | 5        | 5      |             |
| 14   | Daynara De Paula        | Brasile            | 26.60 | 5        | 7      |             |
| 15   | Vanessa Mohr            | Sudafrica          | 26.69 | 7        | 1      |             |
| 16   | Amit Ivry               | Israele            | 26.83 | 6        | 7      |             |
| 17   | Elena Gemo              | Italia             | 26.86 | 6        | 8      |             |
| 18   | Katerine Savard         | Canada             | 26.87 | 4        | 3      |             |
| 19   | Svjatlana Chachlova     | Bielorussia        | 26.98 | 6        | 1      |             |
| 20   | Ingvild Snildal         | Norvegia           | 27.01 | 5        | 2      |             |
| 20   | Ellen Gandy             | Regno Unito        | 27.01 | 7        | 8      |             |
| 22   | Liuyang Jiao            | Cina               | 27.03 | 7        | 2      |             |
| 23   | Kristel Vourna          | Grecia             | 27.15 | 5        | 1      |             |
| 24   | Yolane Kukla            | Australia          | 27.24 | 6        | 5      |             |
| 25   | Fabienne Nadarajah      | Austria            | 27.27 | 5        | 8      |             |
| 26   | Hannah Wilson           | Hong Kong          | 27.38 | 4        | 4      |             |
| 27   | Eszter Dara             | Ungheria           | 27.53 | 4        | 5      |             |
| 28   | Svetlana Fedulova       | Russia             | 27.61 | 4        | 6      |             |
| 29   | Katarina Listopadová    | Slovacchia         | 27.62 | 3        | 5      |             |
| 30   | Sara Oliveira           | Portogallo         | 27.75 | 4        | 1      |             |
| 31   | Iris Rosenberger        | Turchia            | 27.82 | 4        | 8      |             |
| 32   | Jeserick Pinto          | Venezuela          | 27.91 | 3        | 4      |             |
| 33   | Gabriela Nikitina       | Lettonia           | 27.92 | 3        | 3      |             |
| 34   | Alana Dillette          | Bahamas            | 27.98 | 4        | 7      |             |
| 35   | Talita Baqlah           | Giordania          | 29.16 | 3        | 2      |             |
| 36   | Dorian Mcmenemy         | Rep. Dominicana    | 29.37 | 3        | 6      |             |
| 37   | Dalia Torrez            | Nicaragua          | 29.67 | 3        | 1      |             |
| 38   | Kiran Khan              | Pakistan           | 30.50 | 3        | 7      |             |
| 39   | Ann-Marie Hepler        | Isole Marshall     | 30.69 | 1        | 6      |             |
| 40   | Sylvia Brunlehner       | Kenya              | 30.81 | 2        | 3      |             |
| 41   | Hazboun Sabine          | Palestina          | 31.12 | 2        | 4      |             |
| 42   | Reshika Udugampola      | Sri Lanka          | 31.15 | 3        | 8      |             |
| 43   | Judith Meauri           | Papua Nuova Guinea | 31.56 | 2        | 5      |             |
| 44   | Kuheilani Snow          | Polinesia francese | 32.27 | 2        | 2      |             |
| 45   | Johanna Umurungi        | Ruanda             | 32.68 | 2        | 6      |             |
| 46   | Ouyngerel Gantumur      | Mongolia           | 33.48 | 2        | 7      |             |
| 47   | Deandra Van Der Colff   | Botswana           | 34.06 | 2        | 8      |             |
| 48   | Mariana Henriques       | Angola             | 34.59 | 2        | 1      |             |
| 49   | Karin O'Reilly Clashing | Antigua e Barbuda  | 36.87 | 1        | 4      |             |
| 50   | Shajan Aminath          | Maldive            | 38.37 | 1        | 5      |             |
| 51   | Adzo Rebecca Kpossi     | Togo               | 55.17 | 1        | 3      |             |
|      | Hayley Palmer           | Nuova Zelanda      |       | 4        | 2      | non partita |

## Semifinali
| Pos. | Atleta             | Nazionalità | Tempo | Batteria | Corsia | Note |
| ---- | ------------------ | ----------- | ----- | -------- | ------ | ---- |
| 1    | Therese Alshammar  | Svezia      | 25.52 | 2        | 4      |      |
| 2    | Inge Dekker        | Paesi Bassi | 25.78 | 2        | 6      |      |
| 3    | Ying Lu            | Cina        | 25.87 | 1        | 5      |      |
| 4    | Sarah Sjöström     | Svezia      | 25.90 | 2        | 3      |      |
| 5    | Yuka Katō          | Giappone    | 26.07 | 2        | 2      |      |
| 6    | Marieke Guehrer    | Australia   | 26.12 | 2        | 1      |      |
| 7    | Mélanie Henique    | Francia     | 26.29 | 1        | 6      |      |
| 8    | Dana Vollmer       | Stati Uniti | 26.32 | 2        | 5      |      |
| 9    | Li Tao             | Singapore   | 26.34 | 2        | 7      |      |
| 10   | Daynara De Paula   | Brasile     | 26.39 | 1        | 1      |      |
| 11   | Christine Magnuson | Stati Uniti | 26.43 | 1        | 3      |      |
| 12   | Triin Aljand       | Estonia     | 26.48 | 1        | 2      |      |
| 13   | Jeanette Ottesen   | Danimarca   | 26.53 | 1        | 4      |      |
| 14   | Marleen Veldhuis   | Paesi Bassi | 26.61 | 1        | 7      |      |
| 15   | Vanessa Mohr       | Sudafrica   | 26.74 | 2        | 8      |      |
| 16   | Amit Ivry          | Israele     | 26.79 | 1        | 8      |      |

## Finale
| Pos. | Atleta            | Nazionalità | Tempo | Corsia | Note |
| ---- | ----------------- | ----------- | ----- | ------ | ---- |
|      | Inge Dekker       | Paesi Bassi | 25.71 | 5      |      |
|      | Therese Alshammar | Svezia      | 25.76 | 4      |      |
|      | Mélanie Henique   | Francia     | 25.86 | 1      |      |
| 4    | Ying Lu           | Cina        | 25.87 | 3      |      |
| 4    | Sarah Sjöström    | Svezia      | 25.87 | 6      |      |
| 6    | Yuka Katō         | Giappone    | 26.02 | 2      |      |
| 7    | Dana Vollmer      | Stati Uniti | 26.06 | 8      |      |
| 8    | Marieke Guehrer   | Australia   | 26.21 | 7      |      |